# 現認報告書 羽田闘争の記録
『現認報告書 羽田闘争の記録』（げんにんほうこくしょ はねだとうそうのきろく）は、1967年製作の日本のドキュメンタリー映画。監督は小川紳介。小川らは山崎博昭の死の真相を追究。それとともに、11月12日に発生した第2次羽田闘争の模様を至近からカメラに収めた。

## 概要

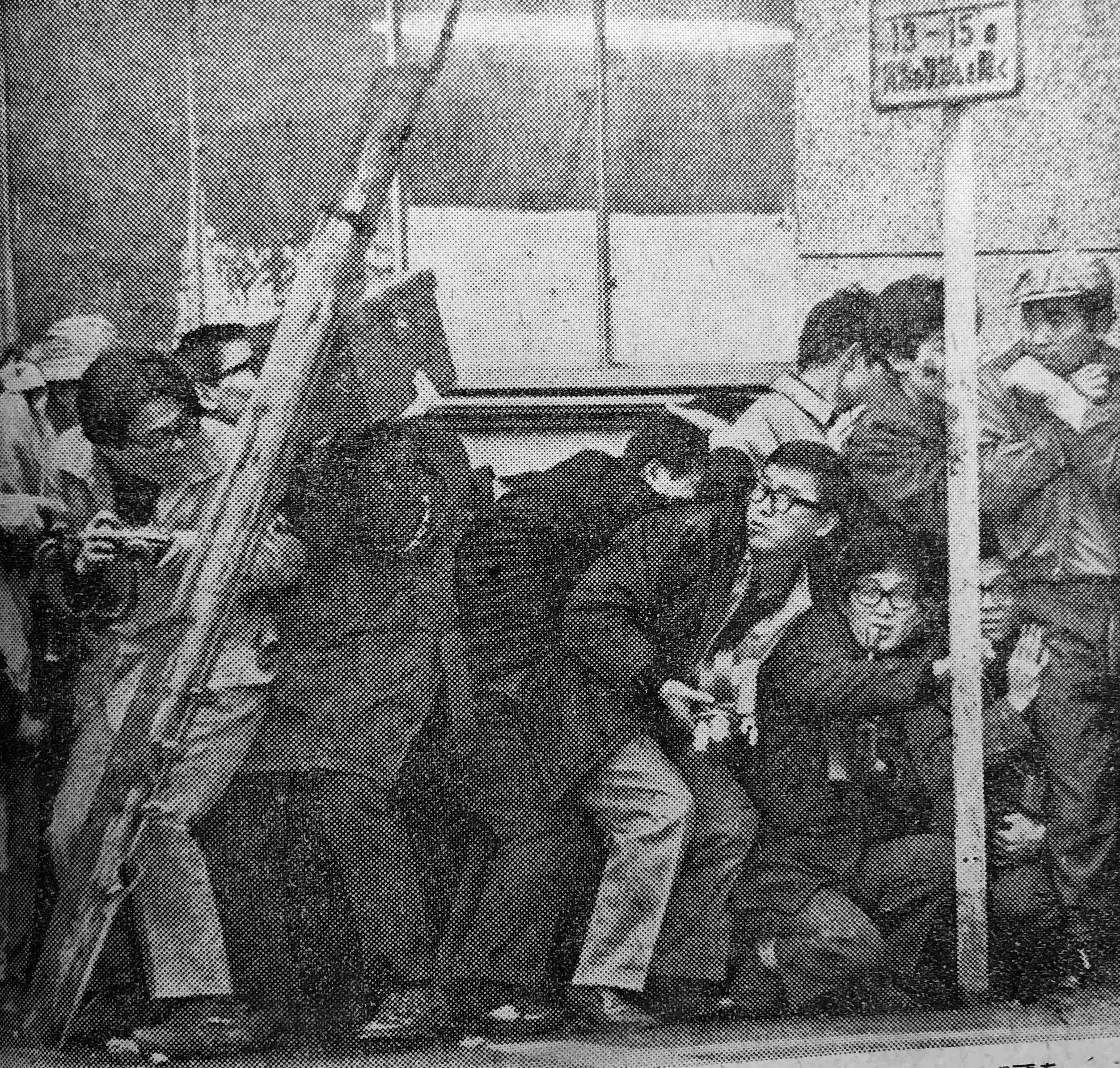
第二次羽田事件。京浜急行電鉄大鳥居駅付近（1967年11月12日）。

映画は、1967年10月8日に死亡した山崎博昭の死因に関する医師の証言から始まる。東京都監察医務院は翌9日に「死因は脳挫滅」とする死体検案書を発表したが、警察側は「仲間の運転する警備車に轢かれて死んだ」と発表し、運転していたとする学生を逮捕した。小川らスタッフは、遺体の損傷箇所のデータをもとに、人形を用いながら、実際は機動隊の警棒による撲殺であったと検証する。そして警察発表の内容をそのまま報じた大手メディアと警察のあいだに「癒着」があると訴えた。
同年11月12日、佐藤栄作首相の訪米阻止を掲げて羽田で再び大規模なデモが行われた（第二次羽田事件）。スタッフはこの日にクランクイン。機動隊が角棒などを用いて学生を鎮圧し捕縛する様子や、路上で血まみれになった学生を仲間が抱えて助け出す様子などを至近からカメラに収めた。京浜急行電鉄大鳥居駅のプラットフォームに追い詰められた学生が警察に逮捕される様子なども映し出される。
ガサ入れの情報を得た中央大学全学連のメンバーは事務所で書類を焼く。同年11月22日、日比谷や新橋などで行われた全学連主催の統一行動では、警察はデモ隊の両脇を警察が両側をぴたりとかため、ともに行進する。
2016年6月、幻の映画復刻レーベルDIGより、小川の最初の作品である『青年の海 四人の通信教育生たち』『圧殺の森 高崎経済大学闘争の記録』『現認報告書 羽田闘争の記録』の3本がDVDとして発売された（7月には三里塚シリーズ全8作がボックスセットでDVD化された）。

## スタッフ
- 監督 - 小川紳介
- 製作進行 - 小林秀子
- 撮影 - 大津幸四郎
- 撮影助手 - 田村正毅、大塚登
- ネガ編集 - 井上和夫
- 録音 - 久保田幸雄
- 製作 - 製作上映実行委員会、岩波映画労働組合、映像芸術の会、グループびじょん